# Саут ъф Маркет
Саут ъф Маркет за кратко СОМА или Южно от улица „Маркет“ (South of Market, SOMA) е квартал в град-окръг Сан Франциско, щата Калифорния, САЩ. В Саут ъф Маркет са разположени много от нощтните клубове на Сан Франциско.
Една от основните улици преминаваща през „Саут ъф Маркет“ е ул. „Мишън“, а улица „Маркет“ е северната граница на квартала откъдето идва и името му.